# Der Doktor und das liebe Vieh (Fernsehserie, 1978)
 Der Doktor und das liebe Vieh  (Originaltitel All Creatures Great and Small, in wörtlicher Übersetzung Alle Geschöpfe groß und klein) ist der Titel einer BBC-Fernsehserie der späten 1970er und der 1980er Jahre, die in den Yorkshire Dales spielt. Sie basiert auf den Erzählungen des Tierarztes James Herriot.

## Grundlage
Der Serie liegen die Erzählungen des britischen Veterinärs James Alfred Wight (1916–1995) zugrunde, die er unter dem Pseudonym James Herriot veröffentlichte.
Der englische Originaltitel der Serie geht auf eine Zeile des anglikanischen Kirchenliedes All Things Bright and Beautiful der englischen Dichterin Cecil Frances Alexander zurück, die vom amerikanischen Verleger James Herriots für einen Buchtitel verwendet worden war:
| All Things Bright and Beautiful All creatures great and small All things wise and wonderful The Lord God made them all. |  | Alle Dinge klar und schön All’ Wesen groß und klein Alles klug und wundervoll Der Herr hat sie gemacht. |

## Inhalt

### Staffeln 1 bis 3

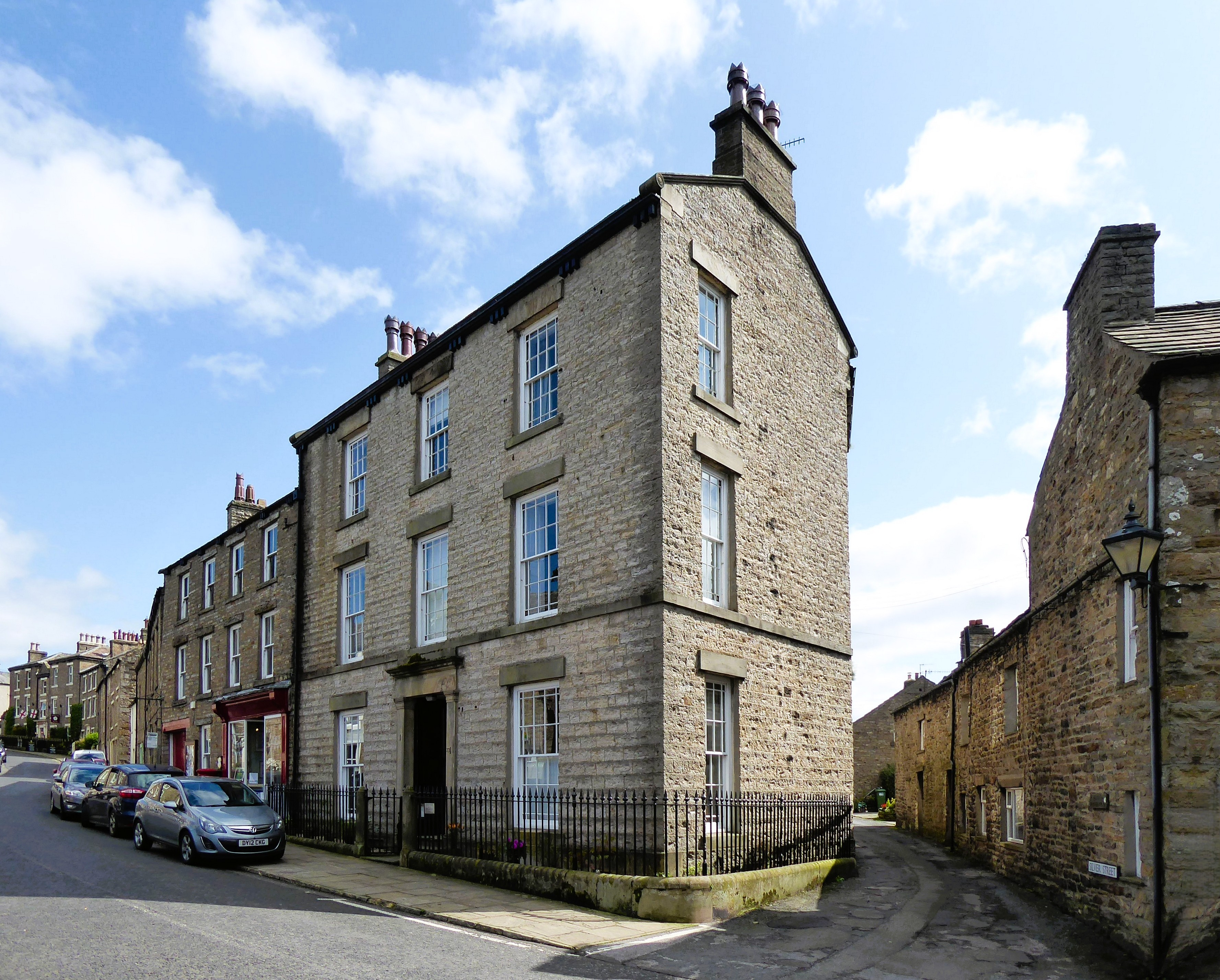
Skeldale House in Askrigg ist in der Serie Sitz der Praxis (2019)

Die ersten 3 Staffeln erschienen von 1978 bis 1980. Sie spielen Ende der 1930er Jahre.
Im Sommer 1937 reist der junge, frisch approbierte Tierarzt James Herriot in das (fiktive) Städtchen Darrowby in den Yorkshire Dales zu dem ihm noch unbekannten Tierarzt Siegfried Farnon, der dort eine Landpraxis betreibt und James eine Anstellung als Assistent angeboten hat.
Siegfried ist ein verantwortungsbewusster und fachlich hervorragender Tierarzt, aber auch ein sehr launischer Choleriker mit ständig neuen Ideen, der dazu neigt, seine Mitarbeiter grundlos zu kritisieren und seine Ansichten immer wieder gründlich zu ändern. Nachdem der anfangs eher schüchterne, wenig selbstsichere James gelernt hat, damit umzugehen, kommen sie gut miteinander aus.
Weitere Personen im Praxisgebäude Skeldale House sind Siegfrieds resolute Haushälterin Edna Hall und sein deutlich jüngerer Bruder Tristan, der in der Praxis famuliert und mit seinen schuljungenartigen Marotten sowie seinem hedonistischen Lebensstil immer wieder für Verwicklungen sorgt. Tristan möchte ebenfalls ein guter Tierarzt werden, jedoch fehlt ihm der Ehrgeiz, dafür auch zu arbeiten, und so fällt er regelmäßig durch Prüfungen, was Siegfried, der sich Tristan gegenüber in der Rolle des Vaters sieht, immer wieder in Rage bringt. Erst ganz am Ende von Staffel 3 erhält schließlich auch Tristan seine Approbation.
Bei einem Hausbesuch verliebt sich James in die Bauerstochter Helen Alderson; anlässlich ihrer Hochzeit gegen Ende der ersten Staffel befördert Siegfried ungefragt James vom Assistenten zum Teilhaber der Praxis.
Ihren Reiz bezieht die Serie einerseits aus den Spannungen, die sich aus den unterschiedlichen Charakteren der Protagonisten ergeben, andererseits aus den skurrilen Eigenheiten der Viehbauern und Haustierhalter in Yorkshire. Geizige Farmer ziehen den Tierarzt erst dann hinzu, wenn es zu spät für eine Behandlung ist, und kritisieren ihn dann wegen seiner Unfähigkeit. Als Herriots dankbarster Patient erweist sich andererseits das verhätschelte Schoßhündchen Tricki-Woo, ein übergewichtiger Pekingese, den er eigentlich nur davor bewahren muss, von seiner wohlmeinenden Besitzerin, der reichen alternden Witwe Mrs. Pumphrey, mit Sahnetorte und Pralinen zu Tode verwöhnt zu werden.
In der 2. und 3. Staffel beginnt der drohende Zweite Weltkrieg das beschauliche Leben zu überschatten. Die 3. Staffel endet damit, dass Siegfried und James sich freiwillig zur Royal Air Force melden. Da kein neuer Assistent gefunden werden konnte, führt Tristan die Praxis allein weiter.
Hier endete zunächst die Produktion, da aus Herriots Büchern kein weiteres Material zur Verfügung stand.

### Weihnachts-Specials
1983 und 1985 erschienen zwei Weihnachts-Specials, die mit jeweils 89 Minuten Spielfilmlänge erreichten. Sie knüpfen an die 3. Staffel der Serie an und führen die Handlung fort.
James kehrt eher als erwartet vom Krieg zurück, findet jedoch erst nach und nach wieder in seine frühere Gelassenheit zurück. Herriots bekommen mit Jimmy und Rosie zwei Kinder, Siegfried heiratet seine Geliebte Caroline und zieht mit ihr in ein anderes Haus, und nachdem Tristan zur allgemeinen Überraschung eine Anstellung im Landwirtschaftsministerium antritt, wird Skeldale House nur noch von Familie Herriot bewohnt und bewirtschaftet. Das Haus ist gegenüber den ersten drei Staffeln umgestaltet und hat nun einen schönen Garten anstelle des alten Hofes.
Da die Darstellerin von Mrs. Hall kurz nach Produktionsende der 3. Staffel starb, sucht man in den Weihnachts-Specials eine neue Haushaltshilfe und findet sie nach einigen Fehlschlägen in Mrs. Greenlaw, die Helen zur Hand geht.
Im Anschluss an die letzte Staffel 7 erschien 1990 noch ein weiteres Weihnachts-Special mit größtenteils frei erfundener Handlung.

### Staffeln 4 bis 7

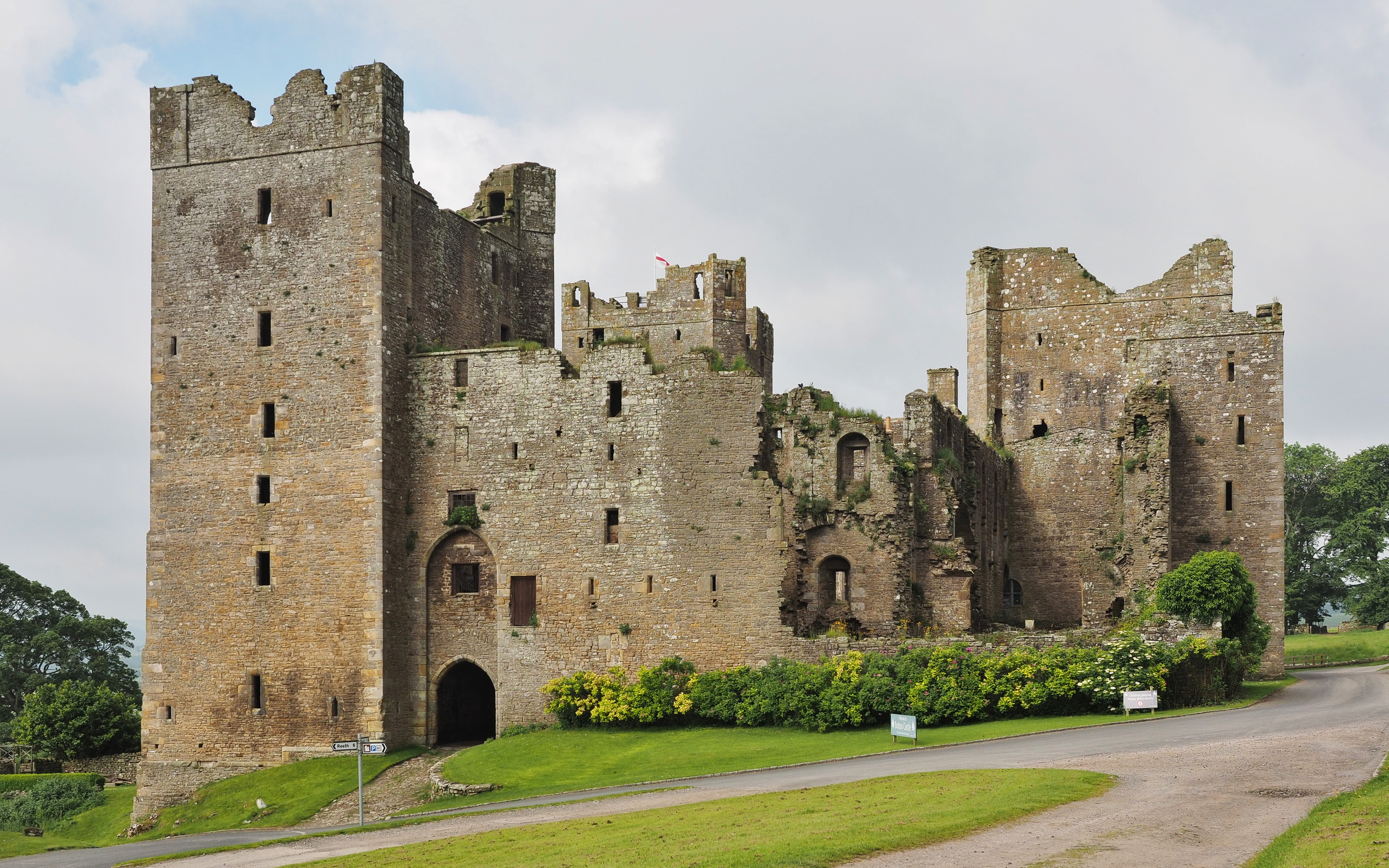
Bolton Castle, einer der Drehorte der Serie

1985 entschloss man sich zur Fortsetzung der Serie und knüpfte handlungstechnisch an die Weihnachts-Specials an. Der Autor der zugrundeliegenden Bücher hatte mittlerweile weitere Erzählungen zu Papier gebracht, auf denen diese weiteren Staffeln basieren.
Die zwischen 1988 und 1990 produzierten vier Staffeln spielen nach Ende des Zweiten Weltkriegs in den 1950er Jahren. Einer Äußerung von James in Staffel 4 ist zu entnehmen, dass die Verlobung mit Helen 12 Jahre zurückliegt. Außerdem wird ein Unfall George Bernard Shaws erwähnt, an dessen Folgen dieser 1950 starb. In Staffel 5 feiern sie den 13. Hochzeitstag. In Staffel 6, Folge 2 stirbt der englische König Georg VI. (6. Februar 1952); in Staffel 7, Folge 6 wird seine Nachfolgerin Elisabeth II. gekrönt (2. Juni 1953).
Die Geschichten der Staffeln 4 bis 7 lehnen sich zum großen Teil ebenfalls an Erzählungen von James Herriot an, sind jedoch mit zahlreichen frei erfundenen Ergänzungen und zusätzlichen Handlungssträngen ausgeschmückt. Dabei werden auch Charaktere und Erzählstränge aus den ersten drei Staffeln wieder aufgegriffen und fortgeführt, größtenteils jedoch mit anderen Darstellern.
Ein neuer Charakter erscheint mit dem schottischen jungen Tierarzt Calum Buchanan, der in Staffel 4 in die Praxis eintritt. Calum ist ein Studienkollege von Tristan. Er ist fachlich ausgezeichnet, aber von exzentrischem Charakter, chaotisch organisiert, und er führt zu Siegfrieds Verzweiflung einen beachtlichen Zoo von Pflegetieren mit sich. Mehrmals hat er mit Naturheilverfahren Erfolg, nachdem die Schulmedizin versagt hat. Ausführlich wird die Entwicklung der Beziehung zu seiner Freundin Deirdre geschildert. Am Anfang von Staffel 6 erhält er ein so lockendes berufliches Angebot als Wildtierarzt in Neuschottland, dass er, frisch verheiratet, die Farnon-Herriot-Praxis, die er auch sehr schätzt, wieder verlässt.
Tristan Farnon hilft in Staffel 4 gelegentlich in der Praxis aus. Am Anfang von Staffel 5 kündigt er seine Stellung im Landwirtschaftsministerium und beteiligt sich wieder vollzeitlich in der Praxis, wird jedoch kurz darauf auf einen mehrmonatigen Einsatz nach Irland geschickt, so dass er in den Staffeln 5 (ab Folge 5) und 6 mit Ausnahme eines kurzen Auftrittes zu Calums Hochzeit ganz fehlt und erst in Staffel 7, in den Folgen 1–5, 8, 11–12, wieder erscheint.
Da Skeldale House für Familie Herriot viel zu groß ist, ziehen sie in Staffel 5 in ein etwas außerhalb gelegenes Haus namens Rowangarth. Mehrmals kommt der Londoner Bankangestellte Andrew Bruce zu Besuch, ein Schulfreund von James, der aber nicht aus Herriots Büchern stammt.
Ab Staffel 4 wird Helen von Lynda Bellingham dargestellt, nachdem Carol Drinkwater wegen einer Affäre mit Timothy das Set verlassen musste. In der deutschen Synchronisation hat James ab Staffel 4 eine neue Stimme, Siegfried ab Staffel 6.

## Drehorte
Die Außenaufnahmen der Serie wurden fast vollständig im Gebiet der Yorkshire Dales erstellt, in dem die zugrundeliegenden Geschichten auch spielen. Der Großteil der Drehorte liegt dabei in den Tälern Swaledale und Wensleydale sowie deren Seitentälern.
Stadtszenen von „Darrowby“ wurden in zahlreichen unterschiedlichen Ortschaften gedreht.

### Wensleydale
- Askrigg (hier steht „Skeldale House“)
- Leyburn (hier steht unter anderem Thornborough Hall, das als Landwirtschaftsministerium Mannerton fungiert, in einer Folge auch als Rathaus Darrowby, sowie der Bahnhof, an dem Tristan in Staffel 1 von James abgeholt wird)
- Middleham (etliche Szenen in Ladengeschäften)
- East Witton
- Redmire
- Wensley
- Finghall Lane Station (als Haltepunkt Rainby Halt ab Staffel 5)

### Swaledale
- Reeth
- Muker
- Grinton
- Low Row
- Langthwaite (Arkengarthdale)
- Ellerton Priory auf dem Gelände des Herrenhauses Ellerton Abbey, Wohnsitz von Mrs. Pumphrey

### Andere Täler
- West Scrafton, Coverdale, unter anderem als Scarburn, wo Pferdeexperte Ewan Ross lebt. Etwas außerhalb südwestlich davon liegt der Drehort für das Wohnhaus Rowangarth.
- Coverham Abbey, Coverdale, zu sehen u. a. in der Episode „The Call of the Wild“. Direkt unterhalb am Fluss wurde die Coverham Bridge auch als Drehort verwendet.

James’ erste Ankunft in Darrowby in der ersten Folge wurde auf dem Marktplatz der Kleinstadt Richmond gedreht. An der einsamen Landstraßenkreuzung, an der der Bus hält (54° 26′ 1,5″ N, 1° 53′ 19,5″ W), zeigt zum einzigen Mal ein Wegweiser die wirklichen Namen der umliegenden Orte (Helwith/Hurst/Marske/Richmond). Ansonsten sind in der Serie auch die Ortsnamen auf Straßenschildern und Wegweisern rein fiktiv.

### Außerhalb der Yorkshire Dales
- Egglestone Abbey diente in der Episode „Nothing Like Experience“ als Raine Abbey, die Kulisse für den von Tristan gespielten Geistermönch.
- Goathland Station als Bahnhof der fiktiven Stadt Mannerton in Staffel 4
- Die fiktive Stadt Hensfield
- Nordseestrand Runswick Sands (ein Familienausflug mit Andrew Bruce)

Eine privat geführte Liste von Außendrehorten ist unter Weblinks zu finden.
Alle Innenaufnahmen von Skeldale House entstanden im Studio.

## Regisseure

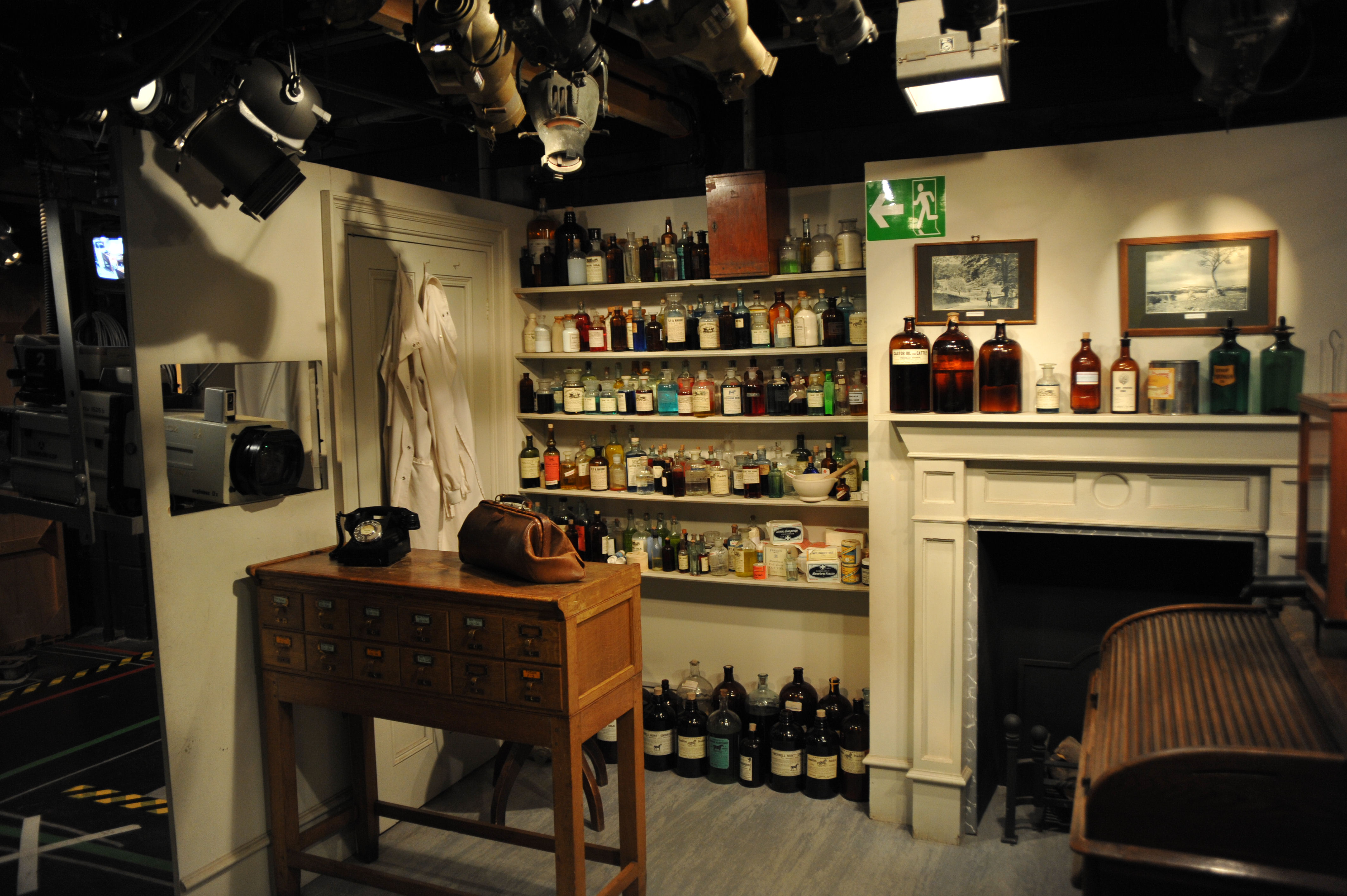
Der Studioaufbau der Kleintierpraxis steht heute im James Herriot Museum in Thirsk

- Peter Moffatt	(12 Folgen, 1978–1988)
- Christopher Barry	(9 Folgen, 1978–1980)
- Michael Brayshaw	(9 Folgen, 1989–1990)
- Robert Tronson	(8 Folgen, 1978–1988)
- Terence Dudley	(8 Folgen, 1978–1983)
- Tony Virgo	(8 Folgen, 1988–1989)
- Roderick Graham	(5 Folgen, 1988)
- Christopher Baker	(4 Folgen, 1978)
- Richard Bramall	(4 Folgen, 1980)
- Michael Hayes	(4 Folgen, 1980)
- Jeremy Summers	(4 Folgen, 1988)
- Bob Blagden	(4 Folgen, 1989)
- Steve Goldie	(4 Folgen, 1990)
- Richard Martin	(4 Folgen, 1990)
- Kenneth Ives	(3 Folgen, 1978)

## Synchronisation

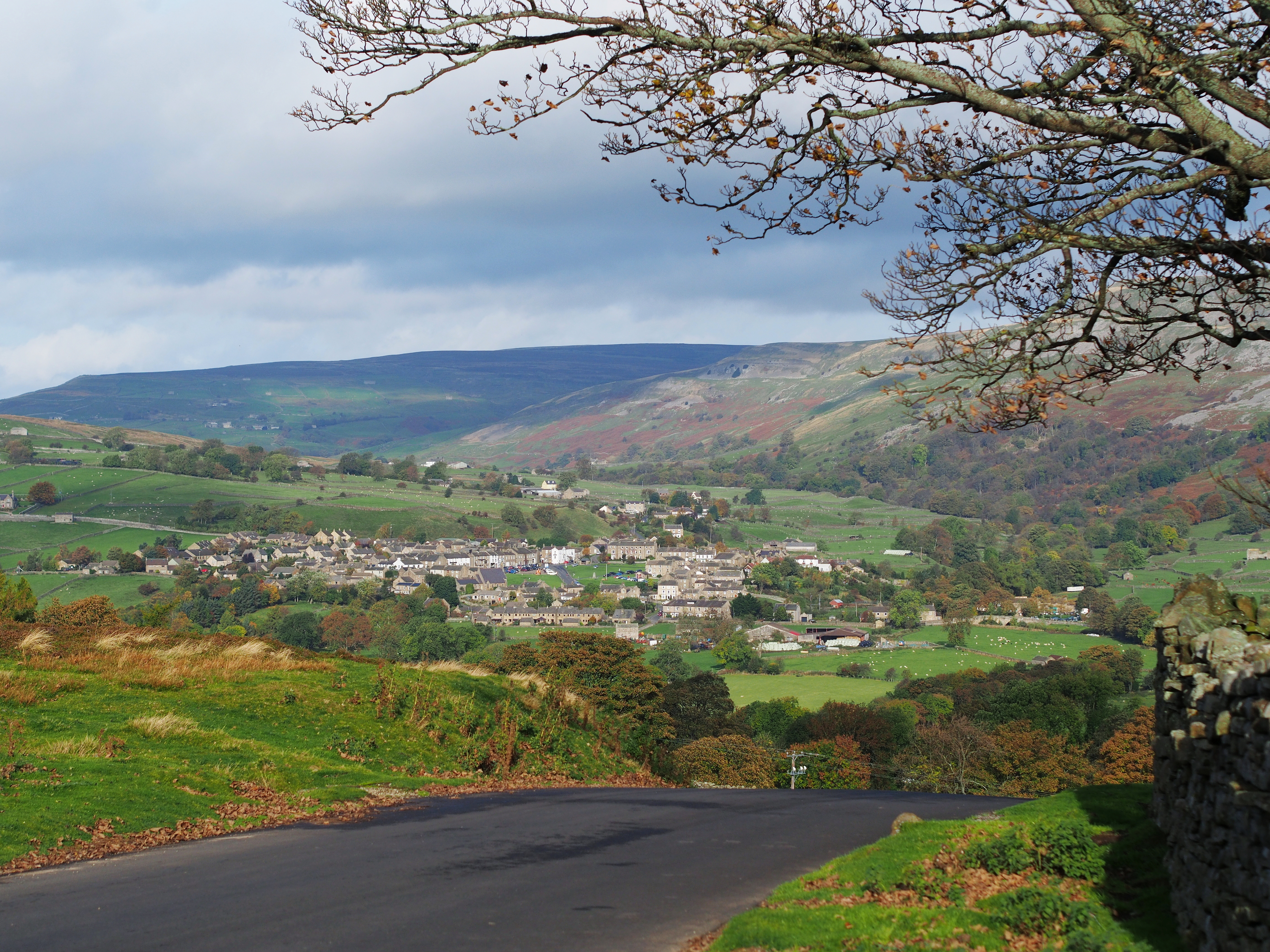
Das Dorf Reeth in Swaledale, einer der Drehorte von „Darrowby“

| Charakter        | Darsteller                      | Deutscher Synchronsprecher                         |
| ---------------- | ------------------------------- | -------------------------------------------------- |
| James Herriot    | Christopher Timothy             | Elmar Wepper (Staffeln 1–3)                        |
| James Herriot    | Christopher Timothy             | Arnim André (Staffeln 4–7)                         |
| Helen Herriot    | Carol Drinkwater (Staffeln 1–3) | Eva Mattes (Staffeln 1–2), Iris Berben (Staffel 3) |
| Helen Herriot    | Lynda Bellingham (Staffeln 4–7) | Ursula Mellin                                      |
| Siegfried Farnon | Robert Hardy                    | Erik Schumann (Staffeln 1–5)                       |
| Siegfried Farnon | Robert Hardy                    | Klaus Höhne (Staffeln 6+7)                         |
| Tristan Farnon   | Peter Davison                   | Ivar Combrinck                                     |

Quelle: Deutsche Synchronkartei

## Museum

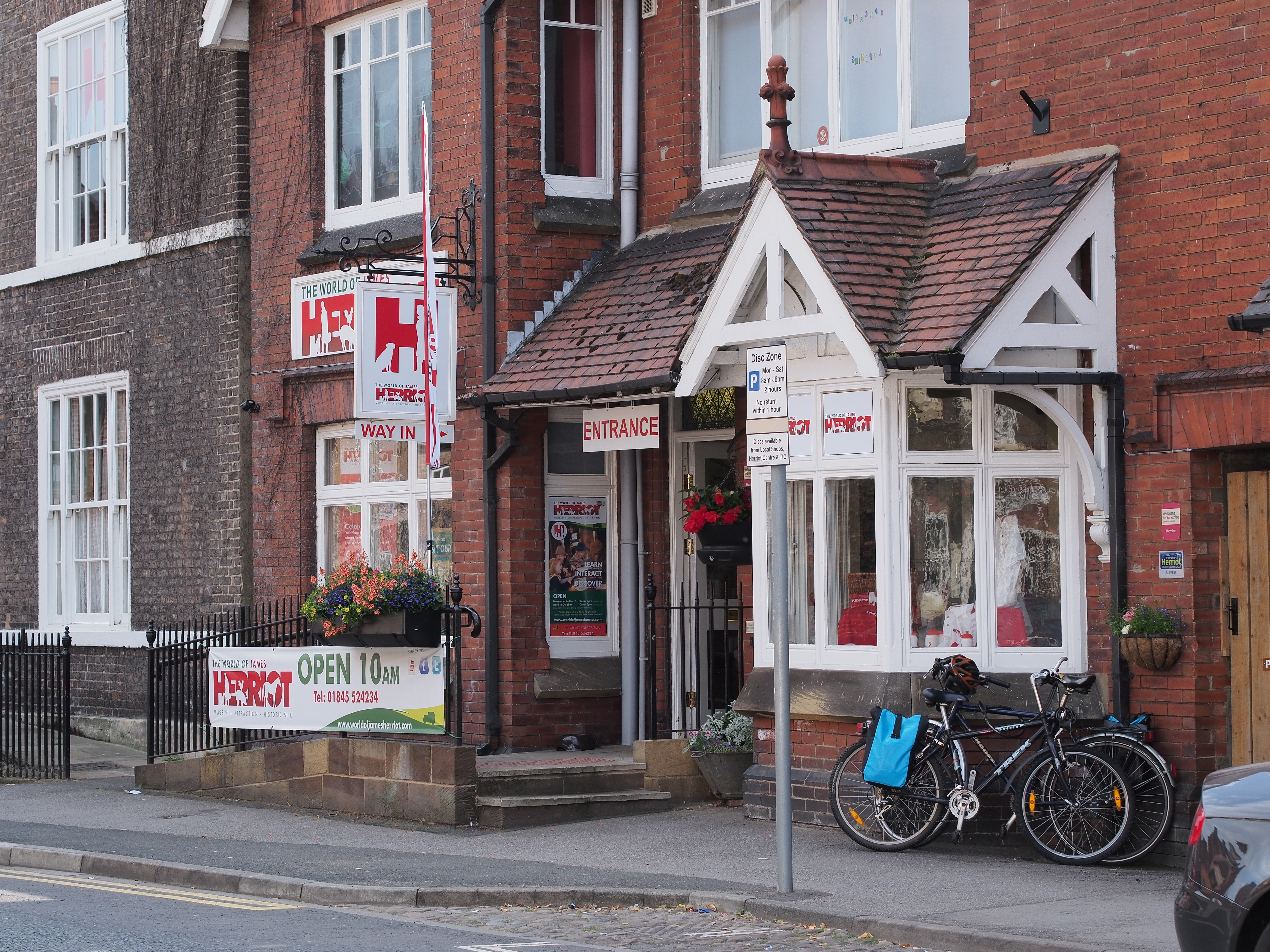
Eingang des Museums (2013)

Nachdem mit Donald Sinclair, dem literarischen Vorbild für Siegfried, der letzte von James A. Wights Kollegen verstorben war, wurden die Praxisräume in Thirsk, 23 Kirkgate, zum James-Herriot-Museum umgestaltet, das neben den Büchern und der realen Person Herriots auch die TV-Serie thematisiert. Dazu wurden die bei der Herstellung verwendeten Studiokulissen einschließlich der filmtechnischen Einrichtungen in den Räumen aufgebaut. Besucher können zahlreiche Dinge anschauen und ausprobieren, als Tierarzt tätig werden oder nachträglich in der Serie auftreten. Das Museum trägt heute den Namen The world of James Herriot (deutsch: „Die Welt des James Herriot“).
Die Originalutensilien aus Wights tatsächlicher Praxis sind im Yorkshire Museum of Farming zu sehen.

## Trivia
- Die Farnon-Brüder tragen Vornamen von Hauptfiguren aus Wagner-Opern, da ihr Vater, ebenfalls Tierarzt, ein Liebhaber der Musik Wagners war. Siegfried trällert in der Serie ab und zu bekannte Wagner-Melodien.
- Tristan und James singen an feuchtfröhlichen Abenden, aber auch unterwegs zu Hausbesuchen gern das Lied On Ilkla Moor Baht ’at, das als inoffizielle Nationalhymne Yorkshires gilt.
- Während der Dreharbeiten kam es zu einer Affäre zwischen Christopher Timothy und Carol Drinkwater, die in der Serie das Ehepaar Herriot spielen. Da Timothy zu diesem Zeitpunkt zwar bereits getrennt von seiner Frau lebte, mit der er sechs Kinder hatte, formell aber noch mit ihr verheiratet war, wurde die Affäre von britischen Boulevardmedien zum Skandal aufgebauscht.[5]
- Bereits 1974 entstand ein britischer Spielfilm, der denselben Titel trägt. Anthony Hopkins spielt darin den Siegfried Farnon.
- Nach dem fiktiven Ort, in dem die Praxis der Herriot-Geschichten angesiedelt ist, wurde ein Gasthaus am Marktplatz von Thirsk, nur wenige hundert Meter von Wights Praxisräumen entfernt, „The Darrowby Inn“ benannt. Es wurde mittlerweile in „Red Bear“ umbenannt.[6]

## Veröffentlichungen

### DVD

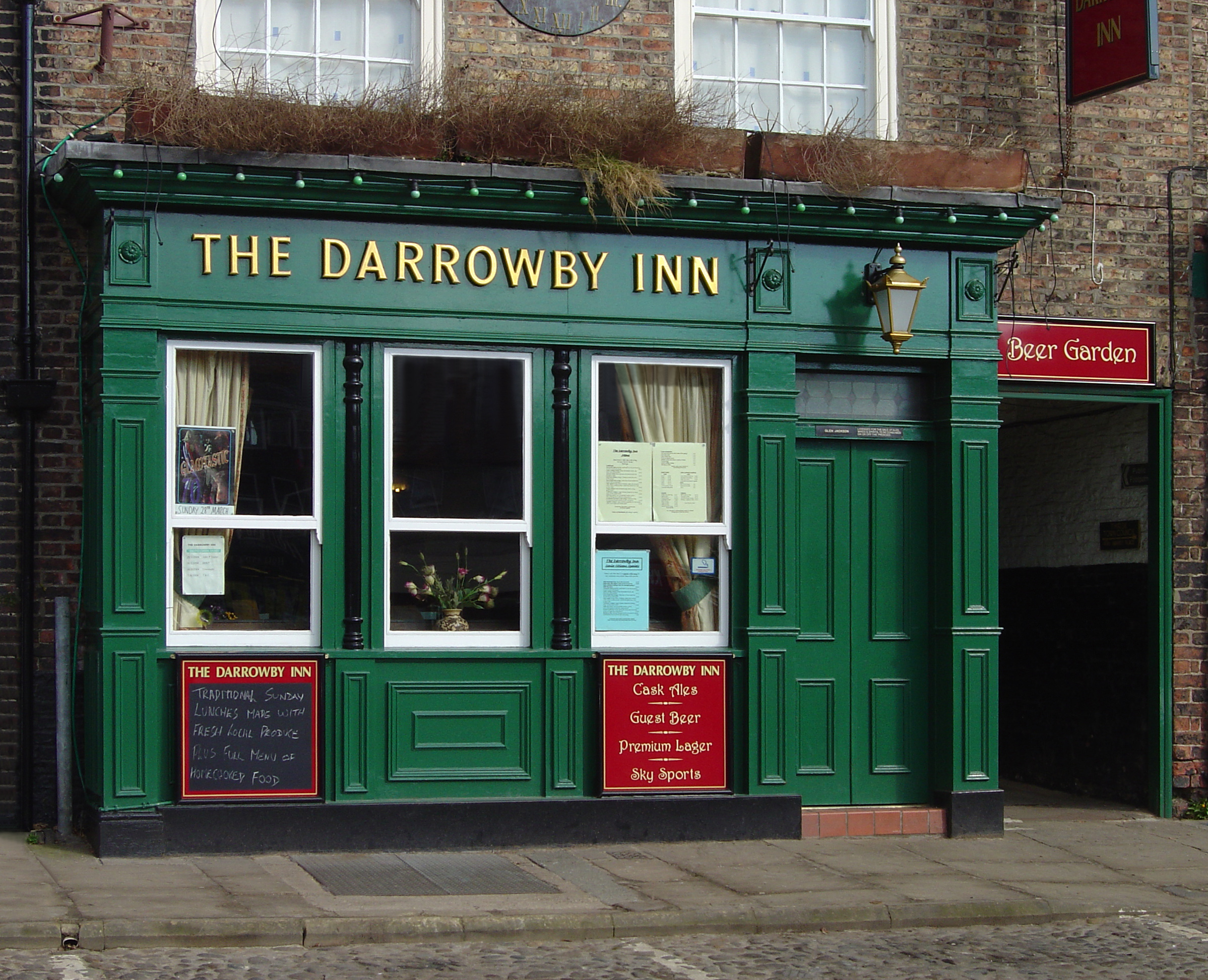
„The Darrowby Inn“ am Marktplatz von Thirsk

- Im Juli 2007 erschien die DVD zur ersten Staffel mit deutscher Synchronisation
- Im Juni 2008 erschien die DVD zur zweiten Staffel mit deutscher Synchronisation, einschließlich der zwei bislang noch nicht in Deutschland gesendeten Folgen (Folge 16 und 25)
- Im September 2008 erschien die DVD zur dritten Staffel mit deutscher Synchronisation
- Im Dezember 2008 erschien die DVD zur vierten Staffel mit deutscher Synchronisation und den beiden Weihnachtsspecials aus den Jahren 1983 und 1985 in Originalsprache mit deutschen Untertiteln
- Im März 2009 erschien die DVD zur fünften Staffel mit deutscher Synchronisation
- Im Mai 2009 erschien die DVD zur sechsten Staffel mit deutscher Synchronisation
- Im September 2009 erschien die siebte und letzte Staffel mit deutscher Synchronisation und dem Weihnachtsspecial Brotherly Love aus dem Jahre 1990 in Originalsprache mit deutschen Untertiteln.
- Im Dezember 2009 erschien eine DVD mit dem Weihnachtsspecial von 1983 und 1985 mit deutschem Ton.
- Seit Ende 2008 sind in Großbritannien alle sieben Staffeln und das Weihnachtsspecial ungekürzt und in Originalsprache erhältlich.
- Im Oktober 2010 erschien eine Box, welche alle sieben Staffeln enthält, einschließlich der drei Weihnachtsspecials mit deutscher Synchronisation. Die Box ist in Form des in der Serie vorkommenden Firmenwagens gestaltet.

### Bücher
Die Bücher, auf denen die Serie beruht, liegen in deutscher Übersetzung bei Rowohlt, Reinbek bei Hamburg, vor.